# South Shields (circonscription du Parlement britannique)
La circonscription de South Shields  est une circonscription située dans le Tyne and Wear et représentée dans la Chambre des communes du Parlement britannique.